# 格倫伊格爾斯酒店
格倫伊格爾斯酒店（英語：Gleneagles Hotel）是一座位於蘇格蘭奧赫特拉德的酒店。這座酒店受加里東鐵路委託修建，在1924年開業。第二次世界大戰之前，亨利·豪爾曾在這座酒店演出。二戰期間，這座酒店作為軍事醫院使用。酒店設有三個巡迴賽標準的高爾夫球場。為舉辦2014年萊德盃，該酒店進行了翻新。這座酒店也是1977年大英國協峰會和第31届八国集团首脑会议的舉辦地。格倫伊格爾斯酒店是B級登錄建築。

## 歷史
格倫伊格爾斯酒店由加里東鐵路修建。但在酒店開業的1924年，加里東鐵路已被倫敦、米德蘭和蘇格蘭鐵路（LMS）合併，並曾有一條連接酒店的專用鐵路支線。酒店在其開業之夜的1924年6月7日舉辦了蘇格蘭首次戶外廣播。
和眾多大型鄉村酒店類似，格倫伊格爾斯酒店在二戰期間被改建為軍事醫院。托馬斯·弗格森擔任這座醫院的醫療總監。1948年，酒店的所有權從LMS轉移至英國交通委員會，1963年再轉移至英國交通旅館。
格倫伊格爾斯酒店在1980年被列入B級登錄建築.1981年，英國交通旅館將這座酒店出售給新成立的私營運營企業格倫伊格爾斯酒店公司。1984年，酒店被威士忌酒廠Arthur Bell & Sons收購。
1982年至1986年，格倫伊格爾斯酒店耗資1100萬英鎊進行改造。2015年，格倫伊格爾斯酒店被出售給私人投資公司Ennismore。為舉辦2014年的第40屆萊德盃，酒店進行了翻新。

## 設施
格倫伊格爾斯酒店擁有三個高爾夫球球場：國王球場、女王球場和PGA世紀球場（舊名君主球場），並且還設有一個9洞球場。格倫伊格爾斯設立於1994年，並在2010年更名為PGA蘇格蘭國家學院。傑克·尼克勞斯是PGA紀念球場的設計者。這座球場開業於1993年，並在2014年舉辦了萊德盃。此外亦有眾多高爾夫球賽事曾在這裡舉辦。
1992年開始，英國鷹獵學校就位於格倫伊格爾斯酒店。

## 會議
格倫伊格爾斯酒店舉辦了1977年大英國協峰會、1986年彼爾德伯格會議、2005年第31届八国集团首脑会议等重要國際會議。

## 獲獎
格倫伊格爾斯酒店獲得過以下獎項：
- 2008年世界旅遊獎中的蘇格蘭領先度假地[20]
- 世界最佳高爾夫度假地（2012、2013、2014、2015、2016、2017）[21]
- 蘇格蘭最佳酒店（2014、2015、2016、2017）[22]

## 外部連結
- 维基共享资源上的相關多媒體資源：格倫伊格爾斯酒店
- 官方网站